# Thomas Klauser
Pour les articles homonymes, voir Klauser.
Thomas Klauser, né le 9 juin 1964 à Reit im Winkl, est un sauteur à ski allemand.

## Biographie
Avec Andreas Bauer, il est le meilleur sauteur ouest-allemand des années 1980, remportant six titres nationaux.
Il fait ses débuts internationaux lors de la Tournée des quatre tremplins 1978-1979 et un an plus tard dans la Coupe du monde. En mars 1980, il est déjà auteur de deux résultats dans le top dix, avec une sixième place notamment à Planica. Il doit attendre décembre 1986 pour monter sur son premier podium à Thunder Bay.
Aux Championnats du monde 1987 à Oberstdorf, il atteint la cinquième place sur le grand tremplin. Cet hiver, il obtient son seul podium sur la Tournée des quatre tremplins, également à Oberstdorf, avec une deuxième position.
Aux Jeux olympiques d'hiver de 1988, à Calgary, il prend notamment quatrième place sur le grand tremplin et la sixième place à l'épreuve par équipes. Klauser prolonge sa carrière sportive jusqu'en 1991.
Il devient, après sa carrière sportive, délégué technique dans les compétitions de la Fédération internationale de ski.

## Palmarès

### Jeux olympiques
| Épreuve / Édition | Sarajevo 1984 | Calgary 1988 |
| Petit tremplin    | 46e           | 47e          |
| Grand tremplin    |               | 4e           |
| Par équipes       |               | 6e           |

### Championnats du monde
| Épreuve / Édition | Seefeld 1985 | Oberstdorf 1987 | Lahti 1989 |
| Petit tremplin    | 22e          | 20e             | 16e        |
| Grand tremplin    | 28e          | 5e              | 45e        |
| Par équipes       |              | 6e              |            |

### Championnats du monde de vol à ski
| Épreuve / Édition | Kulm 1986 | Vikersund 1990 |
| Individuel        | 6e        | 8e             |

### Coupe du monde
- Meilleur classement général : 13e en 1987.
- 5 podiums individuels : 2 deuxièmes places et 3 troisièmes places.

#### Classements généraux
| Compétition/Année | Compétition/Année | Coupe du monde | Coupe du monde |
| ----------------- | ----------------- | -------------- | -------------- |
| Compétition/Année | Compétition/Année | Class.         | Points         |
| 1980              | 1980              | 35e            | 26             |
| 1981              | 1981              | 66e            | 6              |
| 1983              | 1983              | 34e            | 23             |
| 1984              | 1984              | 52e            | 10             |
| 1985              | 1985              | 20e            | 36             |
| 1986              | 1986              | 50e            | 8              |
| 1987              | 1987              | 13e            | 86             |
| 1988              | 1988              | 46e            | 14             |
| 1989              | 1989              | 19e            | 42             |
| 1990              | 1990              | 32e            | 26             |